# كهف إرجيك
كهف إرجيك (بالتركية: Erçek Mağarası)‏ هو كهفٌ استعراضي يقع في مدينة زونغولداق شمال تركيا.